# والتر مورايس
والتر مورايس (بالبرتغالية: Walter Moraes‏) هو محامي وكاتب برازيلي، ولد في 13 نوفمبر 1934 في كتاندوفا في البرازيل، وتوفي في 17 نوفمبر 1997 في دياديما، ساو باولو في البرازيل.